# Lupin III - Ritorno alle origini
Lupin III - Ritorno alle origini (ルパン三世 PART5?, Rupan Sansei Pāto Faibu) è la quinta serie televisiva anime di Lupin III, nata per festeggiarne il 50º anniversario. Prodotta dalla TMS Entertainment e animata dalla Telecom Animation Film, è ambientata in Francia poco dopo la fine della serie precedente Lupin III - L'avventura italiana (con cui condivide parte del cast tecnico). Annunciata al Japan Expo di Parigi del 2017, la serie è stata trasmessa in 24 episodi su Nippon Television dal 4 aprile al 19 settembre 2018. A differenza della precedente, che si sviluppava in un'unica trama orizzontale, Lupin III - Ritorno alle origini è divisa in quattro archi narrativi (definiti "episode" nell'edizione originale) intervallati da episodi commemorativi autoconclusivi in cui i protagonisti appaiono con i vari abiti indossati nel corso della loro storia.

## Trama
Nel primo arco narrativo Lupin III e Daisuke Jigen vivono in un appartamento a Riquewihr dove indagano su un sito del dark web chiamato "Marco Polo", dove si possono comprare cose come droga e armi da fuoco. Per rubare una moneta digitale, Lupin invade un enorme server strettamente sorvegliato chiamato Due Torri alla ricerca della misteriosa hacker Ami Enan. Lupin affronterà la trappola di Marco Polo con Ami che però nasconde un intrigante mistero che piano piano verrà a galla.
Nel secondo arco Lupin viene in possesso di un taccuino nero contenente informazioni estremamente delicate su personaggi politici di alto livello, che lo rende un bersaglio per lo spietato direttore della DGSE e per Albert d'Andrésy, un furbo criminale ed ex socio di Lupin che si nasconde dietro la facciata di un onesto funzionario governativo.
Nel terzo arco Lupin intende rubare la Lacrima Insanguinata, un tesoro nazionale del regno sud-est asiatico di Padal indossato dalla sua principessa reale, Dolma, la quale ha stretto amicizia con Ami. Quando un golpe minaccia la vita di Dolma, Ami si riunisce con Lupin per salvarla.
Il quarto arco vede un'ultima riunione tra Lupin e Ami contro la Shake Hanz, un losco conglomerato informatico il cui obiettivo è il dominio del mondo attraverso un monopolio esclusivo per il cyber-traffico e l'uso di internet e che ha tirato le fila di alcuni degli exploit di Lupin nella serie.

## Personaggi

### Protagonisti
- Arsenio Lupin III (ルパン三世?, Rupan Sansei), doppiato in giapponese da Kan'ichi Kurita e in italiano da Stefano Onofri
- Daisuke Jigen (次元 大介?, Jigen Daisuke), doppiato in giapponese da Kiyoshi Kobayashi e in italiano da Alessandro D'Errico
- Goemon Ishikawa XIII (十三代目 石川 五ェ門?, Jūsandaime Ishikawa Goemon), doppiato in giapponese da Daisuke Namikawa e in italiano da Antonio Palumbo
- Fujiko Mine (峰 不二子?, Mine Fujiko), doppiata in giapponese da Miyuki Sawashiro e in italiano da Alessandra Korompay
- Koichi Zenigata (銭形 幸一?, Zenigata Kōichi), doppiato in giapponese da Kōichi Yamadera e in italiano da Rodolfo Bianchi

### Personaggi secondari

#### Ami Enan
Ami Enan è una giovane hacker che lavora per Marco Polo. È doppiata in giapponese da Inori Minase e in italiano da Martina Tamburello.

#### Albert d'Andrésy
Albert d'Andrésy è un ex compagno di avventure di Lupin che lasciò il mestiere di ladro per diventare un poliziotto. Sfidò Lupin nel compiere l'impresa di "rubare" la Francia. È doppiato in giapponese da Kenjirō Tsuda e in italiano da Claudio Moneta.

#### Goro Yatagarasu
Goro Yatagarasu è l'assistente di Zenigata, che affianca spesso e volentieri negli inseguimenti a Lupin. È doppiato in giapponese da Nobunaga Shimazaki e in italiano da Mattia Bressan.

## Episodi
Nell'edizione originale della serie, vengono marcati i quattro raggruppamenti di episodi dalla trama contigua: dall'1 al 5; dal 7 al 10; dal 13 al 16; dal 21 al 24. Queste puntate corrispondono all'effettivo svolgimento della trama della serie, mentre le restanti sono dei filler talvolta realizzati con lo scopo di riproporre personaggi secondari delle serie precedenti.
| Nº                      | Titolo italiano Giapponese 「Kanji」 - Rōmaji - Traduzione letterale | In onda           | In onda          |
| Nº                      | Titolo italiano Giapponese 「Kanji」 - Rōmaji - Traduzione letterale | Giapponese        | Italiano         |
| Episode I (5 episodi)   | |                   |                  |
| 1                       | La ragazza delle due torri 「地下塔（ツインタワー）の少女」 - Tsuin tawā no shōjo – "La ragazza delle torri gemelle" | 4 aprile 2018     | 15 dicembre 2018 |
| 1                       | La storia inizia con Marco Polo, un sito di shopping underground dove le persone possono comprare oggetti illeciti come droghe e armi da fuoco. L'obiettivo di Lupin è la valuta digitale che il sito guadagna sulle transazioni. È necessaria una chiave per rubare la valuta digitale, quindi Lupin si infiltra nelle Due Torri, la sede del data server sotto forte sicurezza. Il guardiano della chiave che incontra Lupin è una geniale ragazza hacker di nome Ami, che Lupin porterà via con sé. All'aeroporto intenti a prendere un volo per Düsseldorf, però, li attende una nuova realtà: tutte le persone sono iscritte a un gioco online che consiste nell'inserimento di informazioni utili all'Interpol per rintracciare Lupin. |                   |                  |
| 2                       | Caccia a Lupin 「ルパン・ゲーム」 - Rupan gēmu – "Il gioco di Lupin" | 11 aprile 2018    | 16 dicembre 2018 |
| 2                       | Lupin reagisce al gioco online dedicato a lui chiamato "Lupin Game" con un profilo social costantemente aggiornato sulle sue novità. In questo modo spera che le persone si stanchino di dare la caccia a qualcuno che è già facilmente reperibile. Ami dopo aver fornito a Lupin tutti i dati necessari per accedere a Marco Polo se ne va. Lupin però la insegue, la salva da una banda di malviventi e le chiede di non scappare. Ami intuisce che Lupin la vuole proteggere dai gestori del server Marco Polo che, proprio in quell'istante, li attaccano di sorpresa. |                   |                  |
| 3                       | Bersaglio nel deserto 「殺し屋は荒野に集う」 - Koroshi-ya wa kōya ni tsudou – "I Killers si radunano nella Wasteland" | 18 aprile 2018    | 16 dicembre 2018 |
| 3                       | Lupin III si dirige con la sua squadra nel deserto di Wasteland e lancia una sfida ai partecipanti del Lupin Game, che si dirigono subito sul posto. Tutti i giocatori che avevano scommesso la sua morte in quel giorno mirano a uccidere Lupin, mentre gli altri tentano di rapirlo. Ami penetra nel sito e viola l'anonimato degli scommettitori per dare a Lupin le informazioni per salvarsi. Alla fine della giornata arriva anche Fujiko Mine che punta una pistola verso Lupin. |                   |                  |
| 4                       | Amici o nemici? 「銭形の誇りと砂漠の埃」 - Zenigata no hokori to sabaku no hokori – "L'orgoglio di Zenigata e la polvere del deserto" | 25 aprile 2018    | 23 dicembre 2018 |
| 4                       | Zenigata arriva all'improvviso con la sua automobile per salvare Lupin e Ami da Fujiko. Inaspettatamente li attacca un elicottero della polizia, dimostrando a Zenigata che non può proteggere un ricercato internazionale, ma i tre fuggitivi riescono a ripararsi in una foresta. Lupin, Ami e Zenigata devono attraversare il deserto per giungere alla frontiera, dove Zenigata potrà legalmente arrestare Lupin. Durante il faticoso tragitto vengono attaccati nuovamente dallo stesso elicottero ma Ami riesce a eliminare i nemici e per la prima volta si sente viva e prova gioia nell'avventura che sta vivendo. Giunti quasi al confine, degli scommettitori preparano un'imboscata per uccidere Lupin e ci riescono, sparandogli alla testa. Il sito delle scommesse viene chiuso e il Lupin Game finisce. |                   |                  |
| 5                       | Finzione o realtà? 「悪党の覚悟」 - Akutō no kakugo – "La decisione di un truffatore" | 2 maggio 2018     | 23 dicembre 2018 |
| 5                       | Dopo la scomparsa di Lupin in diretta su internet, Zenigata prende con sé Ami. Zenigata, però, è stato trasferito alla narcotici per aver aiutato e poi perso Lupin. Poco dopo aver ricevuto una lettera da Goemon, Ami contatta Marco Polo e si avvia al loro quartier generale per elaborare un accordo. L'amministratore delegato di Marco Polo, Chuck Glay, la sorprende in una trappola mortale, minacciando di ucciderla a meno che non riveli tutte le refurtive di Lupin, compresi i soldi che ha rubato da Marco Polo. Tuttavia, questo scenario si rivela essere una trappola di Lupin per Glay e i suoi compagni che hanno indetto il Lupin Game, usando l'esperienza di hacking di Ami e l'aiuto di Jigen, Goemon e Fujiko. Zenigata, che sapeva che Lupin era troppo intelligente per essere stato ucciso così facilmente, arresta Glay per spaccio di droga, e Ami, ispirata dalle sue esperienze, si iscrive a un collegio per ragazze per iniziare la vita reale che le mancava. |                   |                  |
| 6                       | Sfida alla cassaforte 「ルパン対天才金庫」 - Rupan tai tensai kinko – "Lupin contro Smart Safe" | 9 maggio 2018     | 29 dicembre 2018 |
| 6                       | Due fratelli poveri gestiscono la bottega lasciatagli in eredità dal padre ma sono colmi di debiti e pensano a uno stratagemma per imbrogliare Lupin e guadagnare abbastanza per mantenersi. I fratelli progettano una cassaforte per la banca che può essere aperta solo da chi possiede un quoziente intellettivo pari a 0. Lupin, essendo l'uomo più intelligente del mondo ha un QI uguale a 300 e non può aprirla, così Fujiko, Jigen e Goemon lo sottopongono a una sorta di allenamento per farlo diventare più stupido. L'allenamento non riesce a pieno e il QI di Lupin scende solo fino a 1, ma Lupin ha ancora un asso nella manica e mangiando del pesce fa risalire il suo QI fino a 301 mandando la macchina in overflow e facendola aprire. Nonostante questo, i due fratelli riescono a risollevarsi grazie alla fama che hanno conquistato grazie a Lupin. |                   |                  |
| Episode II (4 episodi)  | |                   |                  |
| 7                       | Albert 「その名はアルベール」 - Sono na wa Arubēru – "Il suo nome è Albert" | 16 maggio 2018    | 30 dicembre 2018 |
| 7                       | Gaston, una vecchia conoscenza, incarica Lupin di rubare un falso Picasso dalla collezione privata di Mister B, dandogli come anticipo una copia della Bibbia di Napoleone. Questo collezionista è famoso per la sua gelosia per i suoi acquisti, che non vedono più la luce dopo essere finiti nel "buco nero" della sua cantina. Lupin si fa aiutare da Jigen per rubare il quadro, ma vengono braccati dal DGSE, che vuole nascondere il contenuto del dipinto. Sotto la tela, infatti, c'è un carnet noir (quaderno nero) con su scritte tutte le malefatte dei dirigenti della polizia francese. Lupin e Jigen vanno nel paese dove vive Gaston e scoprono che è morto un mese prima, quindi quello che ha ingaggiato Lupin era un impostore, e il suo nome è scritto tra le pagine della Bibbia: Albert. |                   |                  |
| 8                       | Il taccuino nero 「黒い手帳は誰の手に」 - Kuroi techō wa dare no te ni – "Chi ha il quaderno nero?" | 23 maggio 2018    | 30 dicembre 2018 |
| 8                       | Lupin conosce Camille Bardot, un geniale investigatore amico di Gaston, in grado di memorizzare qualunque cosa in pochi istanti. All'improvviso vengono attaccati da José, un agente del DGSE che uccide Bardot. Lupin vuole incontrare Albert nonostante lo detesti, ma tutti gli stratagemmi che prepara per farla franca vengono scoperti in anticipo dall'altro, sul luogo dello scambio per il taccuino nero Albert si è già sbarazzato dell'esplosivo sotto la sua automobile messo da Lupin e gli spara lasciandolo solo in mezzo alla strada. |                   |                  |
| 9                       | "Lupin" non basta 「"ルパン"を捨てた男」 - "Rupan" o suteta otoko – "L'uomo che ha abbandonato "Lupin"" | 30 maggio 2018    | 5 gennaio 2019   |
| 9                       | Un gruppo di terroristi si impossessa del quaderno nero, mettendo in fuga Albert, mentre Lupin viene salvato da Jigen e Goemon. I terroristi si fanno chiamare "Il grido della verità" e iniziano a fare degli attentati, contro i quali il DGSE non può fare niente, perché altrimenti gli attentatori pubblicherebbero il contenuto del quaderno. A capeggiare i criminali c'è Calvess, il candidato alle elezioni che promette alla popolazione francese di sopprimere gli attacchi nemici. In passato, dopo numerosi colpi assieme a Lupin, Albert decise di rinunciare al mestiere del ladro per diventare un poliziotto, sfidando Lupin a compiere un'ultima grande impresa: rubare la Francia; ma adesso Albert e Lupin, accordandosi per una tregua temporanea, catturano il capo del DGSE per interrogarlo. |                   |                  |
| 10                      | Il furto è un'arte 「泥棒と泥棒」 - Dorobō to dorobō – "Ladro e ladro" | 6 giugno 2018     | 5 gennaio 2019   |
| 10                      | Lupin e Albert si mettono alla caccia di José, il vero traditore del DGSE, e della sua banda; anche Jigen e Goemon si uniscono al combattimento. I nostri amici, dopo molti scontri all'ultimo sangue, hanno la meglio e uccidono tutti i criminali. Lupin riesce appena in tempo a recuperare il quaderno nero, che non intende consegnare ad Albert; quest'ultimo verrà addirittura imbrogliato, per un tentativo di furto a Lupin del taccuino. Dopo quest'avventura, Calvess si ritira dalle elezioni e il direttore del DGSE si dimette. A Lupin resta solo una cosa da fare: restituire il quaderno nero al suo legittimo proprietario. |                   |                  |
| 11                      | La collezione di Pablo 「パブロ・コレクションを走れ」 - Paburo korekushon o hashire – "Prendi la collezione di Pablo" | 13 giugno 2018    | 6 gennaio 2019   |
| 11                      | Lupin trova un vecchio frammento di automobile che gli riporta alla mente la collezione di Pablo e la sua avventura nel passato. Lupin, Jigen, Goemon e Fujiko erano arrivati, con qualche difficoltà, a trovare la collezione di automobili di Pablo, un signore della droga, nascosta nella foresta amazzonica. All'improvviso una macchina si mette in moto e Lupin la insegue a bordo di un'altra. La corsa si è trasformata presto in una gara, che Lupin vince. I nostri amici si sono accorti che le automobili in realtà erano dei rottami e, durante la fuga, sono stati assaliti dai pretendenti del tesoro di Pablo, ma sono riusciti a farcela. In quest'avventura Lupin si è divertito più con Jigen e Goemon, lasciando un po' in disparte Fujiko. |                   |                  |
| 12                      | Il samurai e la collana 「十三代目石川五ェ門散財ス」 - Jū San-Daime Ishikawa Goemon Sanzai Su – "La stravaganza di Goemon Ishikawa XIII" | 20 giugno 2018    | 12 gennaio 2019  |
| 12                      | Lupin, Jigen e Goemon per rintracciare una gemma si dividono per seguire tre possibili piste. A Goemon spetta il compito di prendere la collana di Chloé Cazal che si trova in una città francese in cui ha luogo una fiera a tema cosplay, ideale per il samurai per confondersi tra la gente. Goemon inizia ad osservare la ragazza per difenderla dai contendenti della collana e farà amicizia con lei, rinunciando a prenderle la gemma. Lupin interviene per concludere il piano ma viene fermato da Goemon. Lupin avverte che la pietra preziosa è falsa e Goemon scopre che la donna che ha conosciuto è Inés Cazal, la figlia di Chloé che si fa chiamare tale per difendere la madre, infatti la foto che Jigen ha dato a Goemon rappresentava Chloé da giovane. |                   |                  |
| Episode III (4 episodi) | |                   |                  |
| 13                      | La principessa con l'arco 「弓と王女とテロリスト」 - Yu to jo to terorisuto – "L'arco, la principessa e il terrorista" | 4 luglio 2018     | 12 gennaio 2019  |
| 13                      | Nel collegio scolastico ad Annecy, Ami fa la conoscenza di Dolma, la principessa del regno di Padal che custodisce la collana "Lacrima insanguinata". Entrambe le ragazze sono viste come strane dalle altre studentesse: Ami è una hacker professionista e Dolma usa arco e frecce oltre ad accendere un fuoco all'aperto per cucinare. Fujiko vuole rubare la sua collana e si introduce nella scuola con il nome di Suzuki. Un giorno, un gruppo di terroristi interessato ad Ami fa irruzione nella scuola e prende in ostaggio le studentesse delle famiglie più ricche, tra cui Dolma, per ottenere un cospicuo riscatto. Fujiko libera Ami e assieme riescono a uccidere i terroristi. McGuire, un altro falso professore dal regno del Padal, prende Dolma con sé e la mette in guardia da Fujiko e Ami. |                   |                  |
| 14                      | Come rubare un regno 「王国の盗み方」 - Ōkoku no nusumi-kata – "Come rubare un regno" | 11 luglio 2018    | 13 gennaio 2019  |
| 14                      | Lupin, Jigen e Goemon raggiungono il regno del Padal per cercare Dolma. Lo stato è ipertecnologico ma è diviso tra i rivoluzionari, guidati dal re, e i conservatori, guidati dal sommo sacerdote, che stanno organizzando un colpo di stato. Lupin si traveste da Zenigata per estorcere da una guardia le informazioni sulla posizione di Dolma. Anche Ami, aiutata da Fujiko, arriva alla torre in cui si trova Dolma. Lupin immobilizza McGuire salvando Ami e Dolma, ma quest'ultima lo trafigge con una freccia. |                   |                  |
| 15                      | Lei e Lupin 「ルパンと彼女の関係」 - Rupan to kanojo no kankei – "Lupin e la sua relazione" | 18 luglio 2018    | 19 gennaio 2019  |
| 15                      | Fujiko interviene di sorpresa, ruba la preziosa collana di Dolma e scappa assieme a Lupin e Ami. In tutto il regno i militari impongono la legge marziale e il coprifuoco ma Jigen e Goemon riescono a fuggire dai blocchi stradali. Fujiko, con l'aiuto di Ami, toglie la freccia da Lupin e lo scalda con il suo corpo. L'esercito conservatore trova il loro nascondiglio e i tre fuggitivi scappano di nuovo. Fujiko abbandona Ami e Lupin nella foresta e si fa inseguire dai soldati fino ad una baracca per trattare con il loro capo. Un dirigibile del re sta per schiantarsi sul posto e Lupin, travestito da uno dei soldati, sta correndo verso Fujiko. |                   |                  |
| 16                      | Il primo amore 「初恋の話をしょう」 - Hatsukoi no hanashi o shou – "Parliamo del primo amore" | 25 luglio 2018    | 19 gennaio 2019  |
| 16                      | La principessa Dolma vuole farsi incoronare regina del Padal dal Sommo Sacerdote, perché in conflitto con le ideologie del padre. Dolma però si rende conto che non vuole infrangere tutte le tradizioni del suo regno e torna dalla parte del padre, ma finisce mirino del Sommo Sacerdote. Lupin e Ami entrano nel palazzo grazie alla lacrima sanguinante rubata a Fujiko e con l'intervento di Jigen e Goemon, salvano Dolma. Il sommo sacerdote, messo alle strette, vuota il sacco sulle sue intenzioni malvagie e Ami lo riprende con il suo monocolo collegato agli schermi di tutto il Padal. I soldati del sommo sacerdote gettano le armi e la guerra civile finisce. Dolma confida ad Ami che era innamorata di Ugo McGuire, morto per mano dei soldati, e Ami le confida di amare Lupin. |                   |                  |
| 17                      | Il detective Jim Barnett III 「探偵 ジム・バーネット三世の挨拶」 - Tantei Jimu Bānetto Sansei no Aisatsu – "Presentazione del detective Jim Barnett III" | 1º agosto 2018    | 20 gennaio 2019  |
| 17                      | La contessa Isabelle chiama Lupin III nella sua villa per individuare l'assassino di suo marito, Philippe de Maunbassant, in cambio del suo gioiello più prezioso. Nella villa vengono invitati i tre sospettati: Frederik Autorett, Allan Dubois e Pierre Shmidt. Durante un blackout improvviso, qualcuno spara una pallottola nel petto della contessa, e Lupin, con lo pseudonimo di Jim Barnett, deve scoprire il colpevole. L'assassino è lo stesso che ha ucciso il marito della contessa, ed è riuscito ad eludere il sistema di riconoscimento facciale delle telecamere che fa scattare un allarme se nella villa viene individuata una persona al di fuori di Lupin, la contessa, Marie (la cameriera) e i tre sospettati. Lupin accusa Allan di non avere più un alibi in quanto ha potuto orchestrare entrambi gli omicidi con la complicità del fratello gemello segreto, riuscendo a batterlo sul tempo e disarmarlo durante la sua deduzione. |                   |                  |
| 18                      | Il regalo di Fujiko 「不二子の置きみやげ」 - Fujiko no oki miyage – "Il souvenir di Fujiko" | 8 agosto 2018     | 2 febbraio 2019  |
| 18                      | Per festeggiare un anniversario speciale con Lupin, Fujiko gli compra un regalo ma, trovando un Lupin ubriaco e smemorato, decide di gettarlo nella vaschetta del WC del suo nascondiglio. Questo causerà dei problemi a Lupin, Jigen e Goemon perché non potranno usare il bagno mentre Zenigata, attirato dall'odore proveniente dalla cucina, verrà a far loro visita per assaggiare i piatti di Goemon. |                   |                  |
| 19                      | Mirage calibro 7,62 「7.62mmのミラージュ」 - Nana- Roku-nen-ni Miri no Mirāju – "Un miraggio da 7,62 mm" | 15 agosto 2018    | 2 febbraio 2019  |
| 19                      | Zylberstein, un vecchio nemico di Lupin, invita il ladro gentiluomo ad una partita a scacchi organizzando una serie di sparatorie. Lupin chiede a Jigen di proteggerlo dal cecchino Mirage durante la partita. Il vecchio racconta a Lupin che Mirage è una donna, rifugiata di guerra e tiratrice esperta, che sta mettendo Jigen in difficoltà con i proiettili incendiari e un drone spia. Mirage è stata compagna di Jigen ed è rimasta incinta anni addietro. Quando crede che Jigen sia stato schiacciato dalle macerie, Mirage punta il grilletto verso Lupin, ma Jigen (che era riuscito a fuggire dalla frana) corregge il suo tiro verso Zylberstein, che cade a terra ferito continuando e vincendo la partita a scacchi. Lupin e Jigen scoprono che in realtà la ragazza è la figlia di Mirage, che lavorava per Zylberstein per poter curare la malattia di sua madre. Lupin dice alla ragazza che potrà ereditare la somma vinta a scacchi dal vecchio e Jigen le porta via il fucile costringendola a cambiare vita. |                   |                  |
| 20                      | Zenigata, ladro gentiluomo 「怪盗銭形」 - Kaitō Zenigata – "Ladro Zenigata" | 22 agosto 2018    | 2 febbraio 2019  |
| 20                      | Lupin, Jigen e Goemon si ritrovano in Russia per compiere dei furti ma vengono sempre anticipati da un altro ladro che usa le loro stesse tecniche. Si scoprirà che questo ladro è Zenigata che, avendo perso la memoria a causa dell'alcool e di un incidente in cui viene soccorso da due ladri russi, cerca di ritrovare i ricordi aiutando i due malviventi. Durante la fuga dopo un furto Zenigata finisce per ammanettare Lupin accidentalmente e così i ricordi ritornano, ma ormai è troppo tardi e Lupin scappa portando con sé i gioielli "Occhi dei Romanov". |                   |                  |
| Episode IV (4 episodi)  | |                   |                  |
| 21                      | Un ladro all'antica 「時代遅れの大泥棒」 - Jidaiokure no dai dorobō – "Un grande ladro antiquato" | 29 agosto 2018    | 3 febbraio 2019  |
| 21                      | Enzo, il presidente della società IT globale Shake Hanz, presenta ufficialmente la nuova app della sua azienda chiamata PeopleLog, un servizio che collega il riconoscimento facciale a database globali per creare profili personali accessibili al pubblico, usando come cavia nel pubblico l'ispettore Zenigata presente all'evento. Lupin scopre presto che PeopleLog è diventato ampiamente utilizzato per controllare le identità delle persone, rendendo impossibile per lui e la sua banda apparire in pubblico e lavorare. Alcuni governi si preoccupano che l'app possa far sfuggire il controllo politico dalle loro mani. Mentre Lupin e Jigen in piena fuga si dirigono verso Goemon, ritirato sulle montagne, incontrano Zenigata che lo informa che Fujiko è stata catturata da Enzo. |                   |                  |
| 22                      | La verità della spada 「答えよ斬鉄剣」 - Kotaeyo Zantetsu ken – "Rispondimi, spada Zantetsu" | 5 settembre 2018  | 9 febbraio 2019  |
| 22                      | Goemon ha dei dubbi nel suo ruolo nella banda di Lupin, dopo aver letto cosa dicono di lui su PeopleLog. In serata tutta la banda con Ami si riunisce e il giorno seguente partono per infiltrarsi nella sede della Shake Hanz. Nel frattempo Ling Bo, il braccio destro di Enzo svela a Fujiko ancora intrappolata i piani di Enzo e il motivo che lo ha spinto a creare PeopleLog. Ami cerca di hackerare la Shake Hanz per dare la possibilità a Lupin e soci di andare a salvare Fujiko, lasciando come guardia Goemon da solo, che sarà influenzato ancora di più da Enzo aumentando i suoi sospetti su Lupin. Lupin e Ami arrivano a salvare Fujiko ma Goemon lancia una sfida a duello a Lupin e lo ferisce gravemente. Ami infine si rivolge a Enzo, che osserva dalle telecamere, svelando di essere sua figlia e gli chiede di salvare Lupin. |                   |                  |
| 23                      | Allora, un vecchio amico gli disse... 「その時, 古くからの相棒が言った」 - Sonotoki, furuku kara no aibō ga itta – "A quel punto, un vecchio amico disse qualcosa" | 12 settembre 2018 | 9 febbraio 2019  |
| 23                      | Lupin è ferito gravemente e Goemon si pente di averlo sfidato. Ami cerca di convincere il padre a salvare la vita di Lupin ma Enzo non è nemmeno interessato a sentirla. Lupin viene arrestato da Zenigata, la stampa invece dà tutto il merito a PeopleLog e neanche il tenace poliziotto è soddisfatto di questa cattura. Jigen aiuta Lupin e Goemon a fuggire e propone a Lupin di abbandonare la professione del ladro. Lupin riconosce che con PeopleLog è diventato più difficile fuggire dalla polizia ma non vuole arrendersi. Il suo stratagemma prevede di rivelare molte informazioni riservate sulle operazioni illegali di aziende e governi. Dato che PeopleLog assegna a ciascuna di queste affermazioni un punteggio di massima affidabilità, la stessa Shake Hanz viene considerata responsabile del fatto e intimata da molti Paesi a chiudere PeopleLog. Nel frattempo Lupin nascosto nel castello di Cagliostro si prepara al contrattacco chiedendo l'aiuto di una cara amica italiana. |                   |                  |
| 24                      | Per sempre, Lupin III! 「ルパン三世は永遠に」 - Rupansansei wa eien ni – "Lupin Terzo per sempre" | 19 settembre 2018 | 10 febbraio 2019 |
| 24                      | Lupin sta rivelando al mondo tramite PeopleLog tutti i segreti delle potenze mondiali, in primis gli Stati Uniti che decidono così di contrattaccare con tutte le armi possibili la sede della Shake Hanz. In aiuto di Lupin ritroviamo Rebecca Rossellini e Diana Archer che aiutano Lupin a raggiungere la sede della Shake Hanz per salvare Fujiko. La ladra, ancora rinchiusa nella sua gabbia dorata, parla con Ami della sua relazione con Lupin mentre un Enzo impazzito non riesce a capire perché la sua app non riesca a prevenire le mosse del ladro. L'arrivo di Lupin all'ultimo piano è difficile e qui inizia il climax dell'episodio dove un Lupin innamorato mostra a Fujiko il suo vero volto come vera prova d’amore. I missili continuano ad attaccare la base e quindi Ami, tramite il suo software Underworld, trova una via di fuga per tutti e, una volta in salvo, riesce a riappacificarsi con il padre. Lupin e banda, con una scena classica, si danno alla fuga con un tenace ispettore Zenigata che li insegue, pronti per nuove avventure. Enzo riconosce il valore di Lupin e di tutte le persone come lui, che meritano di essere chiamate eroi. |                   |                  |

## Sigle
Sigle giapponesi:
- "Lupin Trois 2018" (「LUPIN TROIS 2018」?) di Yuji Ohno e i Lupintic Six (apertura)
- "Sēnu no kaze ni... (Adieu)" (「セーヌの風に…（Adieu）」?) di Miyuki Sawashiro (chiusura).

Sigle italiane:
- Lupin ladro full-time (A. Valeri Manera/M. Longhi, G. Vanni) cantata da Giorgio Vanni (apertura)
- Rubami ancora il cuore (M. Longhi, G. Vanni) cantata da Giorgio Vanni e Alessandra Bordiga (chiusura).

## Edizione italiana
L'edizione italiana della serie, a cura di Tania Gaspardo, è stata trasmessa su Italia 1 dal 15 dicembre 2018 al 10 febbraio 2019, nella seconda o terza serata del sabato. Il doppiaggio è stato eseguito dalla LogoSound e diretto da Giancarlo Martino e Alessio Pelicella su dialoghi di Luigi Rosa (coadiuvato da Ivo De Palma in alcuni episodi). L'adattamento è caratterizzato da numerose edulcorazioni volte ad eliminare la maggior parte dei riferimenti diretti alla morte, all'uccisione e alla sessualità. Tra le più rilevanti, è stato cambiato il motivo del rapimento di Ami, che si afferma essere stato l'ottenimento di un riscatto, ma in realtà è stata rapita all'età di sei anni per produrre materiale pedopornografico. È stato inoltre rimosso ogni riferimento all'omosessualità di Albert d'Andrésy.
Il cognome di Enzo nell'edizione italiana è Brown (pronunciato come in inglese) mentre nell'edizione originale e anche in quella inglese si chiama Bron. Il social network PeopleLog viene chiamato P.P.L.O.G. facendo lo spelling come fosse un acronimo.

## Edizioni home video
In Giappone l'intera serie è stata distribuita in DVD e Blu-ray Disc dal 25 luglio 2018, divisa in cinque box. Il primo box include un OAV intitolato Lupin III - Lupin contro tutti! (ルパン三世 ルパンは今も燃えているか??, Lupin Sansei: Lupin wa ima mo moete iru ka?) che celebra il 50º anniversario del manga. L'OAV è stato diretto da Jun Kawagoe, con Monkey Punch come regista generale e character design di Hisao Horikoshi e Satoshi Hirayama. Il titolo è un riferimento al primo episodio de Le avventure di Lupin III e ne riprende la trama, presentando però anche altri nemici storici.
| N° | Episodi | Data              |
| -- | ------- | ----------------- |
| 1  | 1-5     | 25 luglio 2018    |
| 2  | 6-10    | 22 agosto 2018    |
| 3  | 11-15   | 19 settembre 2018 |
| 4  | 16-20   | 24 ottobre 2018   |
| 5  | 21-24   | 21 novembre 2018  |

### Annotazioni
1. 1 2 3 4 5 6 7 8 9 10 11  Dato il tardo orario dopo la mezzanotte, la trasmissione di quest'episodio cade il giorno seguente.
2. ↑  Precedentemente apparsa in Lupin III - L'avventura italiana.
3. ↑  Precedentemente apparsa in Lupin III - All'inseguimento del tesoro di Harimao.

### Fonti
1. ↑   Nuova serie per Lupin III e sarà ambientata in Francia, su animeclick.it, 6 luglio 2017.
2. ↑  (EN) Egan Loo, Lupin III's 5th Anime Series Reveals Staff, April Debut, Modern Setting, su Anime News Network, 16 gennaio 2018. URL consultato il 19 aprile 2018.
3. ↑  (JA) 放送局情報を解禁！, su lupin-3rd.net, TMS Entertainment, 6 marzo 2018. URL consultato il 30 dicembre 2018.
4. ↑  (JA) Newtype, n. 5, Kadokawa Shoten, maggio 2018,  p. 107.
5. ↑  (JA) 「ルパン三世 PART5」脚本に豪華7名！「キノ」時雨沢恵一や「FF」野島一成ら参加, su animeanime.jp, IID, 8 maggio 2018. URL consultato il 30 dicembre 2018.
6. 1 2  (JA) ルパン三世 PART5 Vol.1, su アニメ「ルパン三世PART5」公式サイト. URL consultato il 1º maggio 2018.
7. ↑  (EN) "Lupin the Third" 50th Anniversary Anime to be Bundled with First DVD/Blu-ray of "Part 5", su Crunchyroll, Otter Media, 4 aprile 2018. URL consultato il 10 aprile 2018 (archiviato dall'url originale l'11 aprile 2018).
8. ↑  (JA) ルパン三世 PART5 Vol.2, su アニメ「ルパン三世PART5」公式サイト. URL consultato il 1º maggio 2018.
9. ↑  (JA) ルパン三世 PART5 Vol.3, su アニメ「ルパン三世PART5」公式サイト. URL consultato il 1º maggio 2018.
10. ↑  (JA) ルパン三世 PART5 Vol.4, su アニメ「ルパン三世PART5」公式サイト. URL consultato il 1º maggio 2018.
11. ↑  (JA) ルパン三世 PART5 Vol.5, su アニメ「ルパン三世PART5」公式サイト. URL consultato il 1º maggio 2018.